# Federico Colajanni
Federico Colajanni (L'Aquila, 23 marzo 1842 – ...) è stato un politico italiano.

## Biografia
Nato all'Aquila nel 1842 da Raffaele ed Enrichetta Salomone, ricchi proprietari, conseguì la laurea in ingegneria, praticando la professione. Fu eletto alla Camera dei deputati nelle elezioni politiche del 1880 nel collegio di Cittaducale per la XIV legislatura; venne riconfermato, nel collegio di Aquila, alle elezioni del 1882 e del 1886.
Non fu rieletto nella tornata del 1890 e nemmeno alle suppletive del collegio del 1891, ma fu rieletto nel collegio di Cittaducale alle elezioni del 1892 e a quelle del 1895. Militò dapprima nell'estrema sinistra storica, ma nel periodo del trasformismo passò alle posizioni più moderate della sinistra storica, appoggiando Francesco Crispi.